# کشته‌شدن سپهر مقصودی
سپهر مقصودی نوجوان ۱۴ سالهٔ ایرانی بود که در ۲۵ آبان ۱۴۰۱ در جریان حمله به بازار ایذه و در جریان خیزش ۱۴۰۱ ایران، توسط مأموران جمهوری اسلامی کشته شد. رسانه‌های جمهوری اسلامی اما او را «کشته حادثه تروریستی» دانسته‌اند. بنابر گفته اعضای خانواده مقصودی سپاه و نیروهای امنیتی، پیکر او را ربوده و به خانواده تحویل نداند.